# 初めての女
『初めての女』（はじめてのおんな）は、一般社団法人高山市文化協会が、令和元年に設立70周年を迎えたことを記念し、同協会が制作した映画。
令和元年が、郷土の文学者であり高山市名誉市民である瀧井孝作の生誕125周年にあたることから、代表作の自伝小説『俳人仲間』より、第3部の「初めての女」を題材とした。
2019年11月から12月にかけて撮影が行われ、2020年に完成した。
2020年9月から市内で第1回上映会が行われ、19日にこくふ交流センター・さくらホール、24日に丹生川文化ホール、25日・26日に高山市民文化会館・大ホールで上映された。2021年12月11日には高山市民文化会館・小ホールで第2回上映会が行われた。

## あらすじ
明治44年、初冬の高山で開かれたある句会にて、当時17才の瀧井孝作は俳句の先生であり、憧れの存在の河東碧悟桐に「自身が経験し、強く感じた句を見たい」と言われ、今まで行ったことのない大人の行き交う店『西洋料理店ひさごや』に行く。そこで、出会った女性・玉に興味を示す。その経験を生かして句を書き、句会にてその句が評価を受ける。
その事で奢った孝作は意気揚々とさらに新しい経験を求め、三味線芸者を呼ぶ。孝作はそこで出会った女性・鶴昇の都会的な振る舞いや、美しい容姿に惹かれ鶴昇にのめり込むのだが……。別れが訪れ、その経験から孝作はこの地を離れ、俳人となる決断をする。

## キャスト
- 瀧井孝作 - 髙橋雄祐
- 加藤菊（芸名：鶴昇 遊郭「黄鶴楼」の人気三味線芸者） - 三輪晴香
- 玉（西洋料理店「ひさごや」の美人女中） - 芋生悠
- 藤江琢磨、ジャン・裕一、保坂直希、籾木芳仁、大地泰仁、谷口恵太、永瀬未留、石原久、西興一朗

## ロケ地
- 福田屋・二階 - 荘川の里・山下家
- 瀧井家・玄関、黄鶴・菊の部屋 - 松本家住宅
- ゴミ二階 - 宮地家住宅
- 夜回り、宮川沿い - 瀬戸川沿い（古川町）
- ひさごや - バグパイプ
- 川沿いの道、繁華街の近くの道 - 古い町並み
- ひさごや・二階の部屋 - かくれん慕
- 蔦定へ向かう街道の暗い路地 - ぎんなん横丁
- 蔦定・前 - 上三之町
- 魚松 - 雨音
- 黄鶴 - かみなか旅館
- 川上魚問屋・前 - 荘川の里・三島家
- 冬の城山 - 飛騨高山スキー場
- 櫻山八幡宮 - 日枝神社
- 海老坂 - 荘川の里・民俗資料館前
- 洲さき - 洲さき
- 城山の山道 - 平湯スキー場

## スタッフ
- 監督 - 小平哲兵
- 脚本 - 桑江良佳
- 製作 - 一般社団法人高山市文化協会

## その他
- 瀧井孝作生誕130年『初めての女』小平哲兵監督にインタビュー　まだ何者でもない青年が経験する“はじまりの物語”

## 原作
書誌情報
- 瀧井孝作『俳人仲間』新潮社、1973年。第6回日本文学大賞受賞